# 仏教図書館協会東地区相互利用
仏教図書館協会東地区相互利用（ぶっきょうとしょかんきょうかいひがしちくそうごりよう）の制度とは、関東地区で仏教及びインド哲学の学科を持つ大学の教職員および大学院生、また身分証の発行を受けた研究員がそれぞれの大学図書館を利用する場合、紹介状不要で所属大学の身分証明書を持参すれば、大学図書館が所蔵する資料を利用できる制度である。

## 加盟大学
- 駒澤大学
- 淑徳大学
- 大正大学
- 鶴見大学
- 東洋大学
- 身延山大学
- 立正大学